# Liesgras
Liesgras (Glyceria maxima, synoniem: Glyceria aquatica) is een vaste plant, die behoort tot de grassenfamilie (Poaceae). Het is de grootste Glycera-soort. De plant komt van nature voor in Europa en Azië en heeft zich als invasieve soort verder over de wereld verspreid. Voor aanplant in vijvers in de siertuin is er de cultivar Glyceria maxima 'Variegata'.
De plant wordt 0,9-2 m hoog, heeft een holle stengel en vormt lange uitlopers. Van de holle stengel is een fluitje te maken door met een scheermesje een lengtesnede in een stukje te maken. De glanzend, helder groene bladeren zijn 25-60 cm lang. De bladschede is rolrond of naar boven zwak afgeplat. Het tongetje (ligula) is breed afgerond en meestal in een lange punt uitlopend.

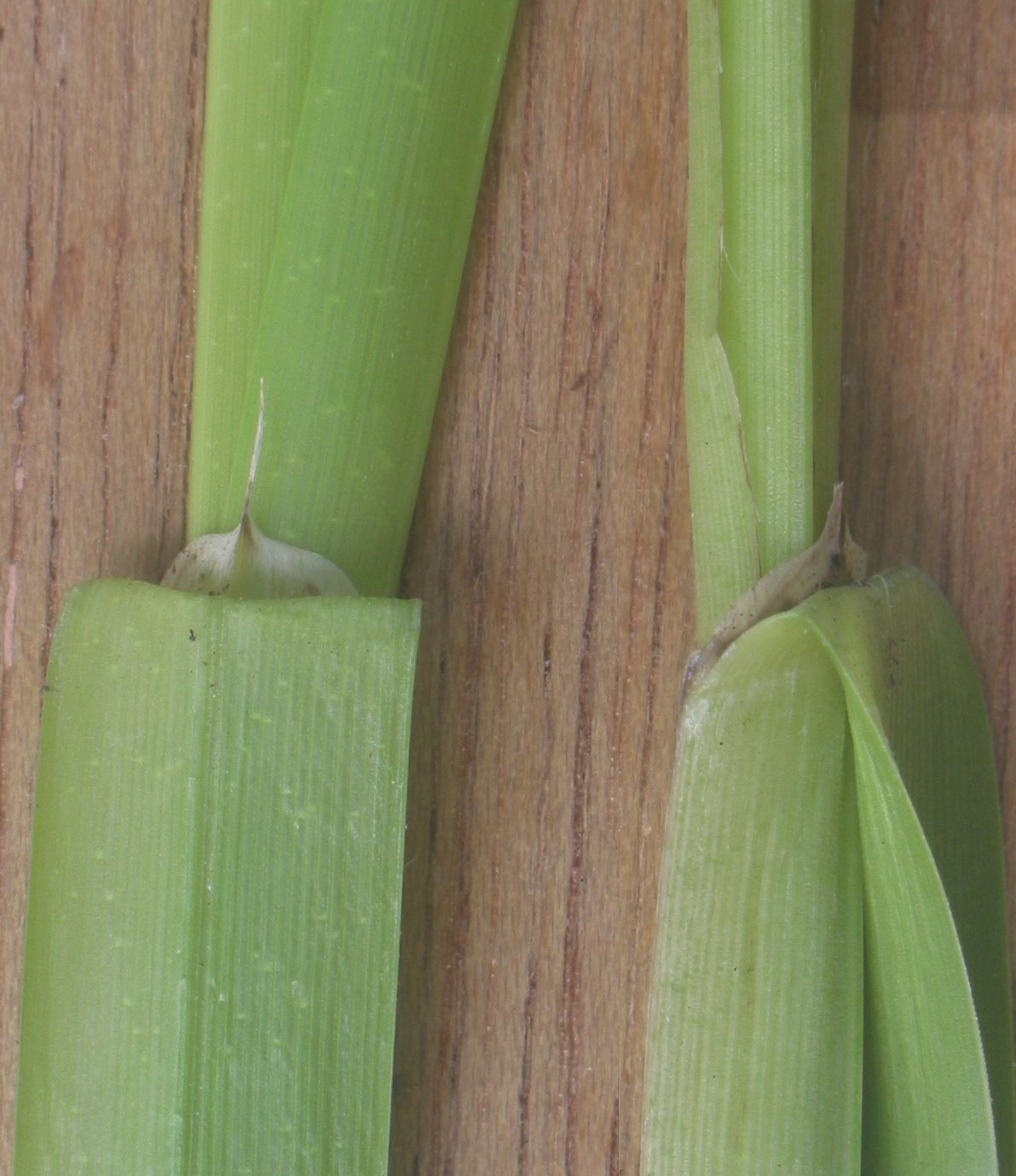
Tongetje

Liesgras bloeit in juli en augustus met grote pluimen. De 5 tot 12 mm lange aartjes hebben vaak gedeeltelijk een goudachtige of paarse kleur. De onderste kroonkafjes zijn 2,5-3,5 mm lang en de bovenste kroonkafjes zijn ongevleugeld. De vrucht is een graanvrucht.

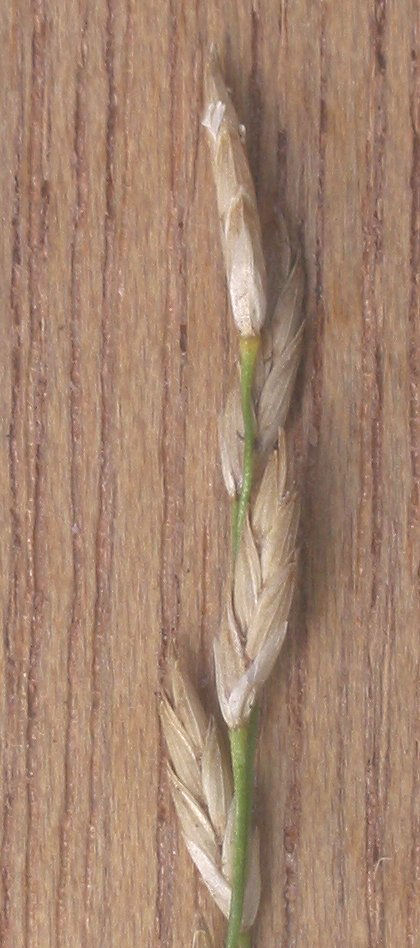
Aartjes

De plant komt voor op voedselrijke gronden in ondiepe sloten, aan waterkanten en in drassige beekdalgraslanden. In de jonge scheuten komt blauwzuur voor.

## Namen in andere talen
De namen in andere talen kunnen vaak eenvoudig worden opgezocht met de interwiki-links.
- Duits: Wasser-Schwaden
- Engels: (Reed) mannagrass, Reed sweetgrass
- Frans: Glycérie aquatique